# باشگاه فوتبال ولگا نیژنی نووگورود
باشگاه فوتبال ولگا نیژنی نووگورود (روسی: Футбольный Клуб "Волга" Нижний Новгород) یک باشگاه فوتبال در شهر نیژنی نووگورود روسیه بود. این باشگاه در لیگ حرفه‌ای فوتبال روسیه بازی می‌کرد. این باشگاه در سال ۱۹۶۳ تأسیس شد و در سال ۲۰۱۶ منحل شد.